# Paul Richer
Pour les articles homonymes, voir Richer.
Paul Marie Louis Pierre Richer, né le 17 janvier 1849 à Chartres et mort le 17 décembre 1933 à Paris, est un neurologue, anatomiste, historien de la médecine, illustrateur, sculpteur et médailleur français.

## Biographie

### Carrière artistique

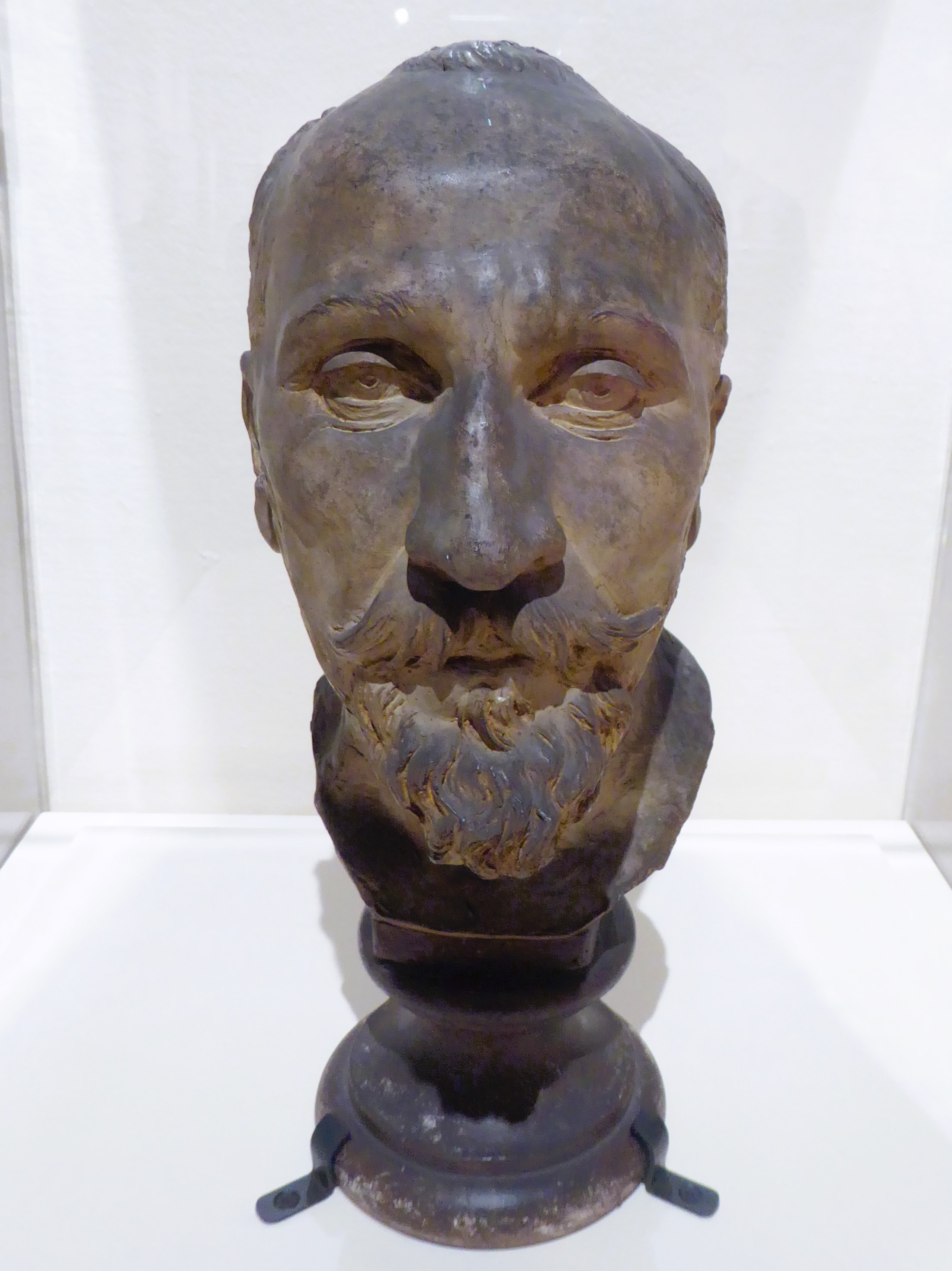
Portrait de Richer par Dalou, 1896-1900, Petit Palais, Paris.

Doué pour l'observation et le dessin d'après modèle vivant, Paul Richer a rapidement été distingué comme l'un des meilleurs dessinateurs et illustrateurs d'anatomies humaines de son époque. Il a aussi produit des bas-reliefs (médailles) et sculptures en ronde bosse confirmant son talent d'anatomiste et de physiologiste. Lauréat de l'Institut de France, il a aussi été titulaire de la chaire d'anatomie artistique de l'École des beaux-arts de Paris en 1903.
Ses études en terre-cuite ou plâtre de paysans d'un style proche de celui de son ami Jules Dalou, dont il a été l'un des exécuteurs testamentaires, sont conservées à Paris au musée d'Orsay, au Petit Palais, à l'école des Beaux-Arts, au musée national de Céramique de Sèvres, au musée de la Piscine de Roubaix et au musée des Beaux-Arts de Chartres.

### Carrière médicale

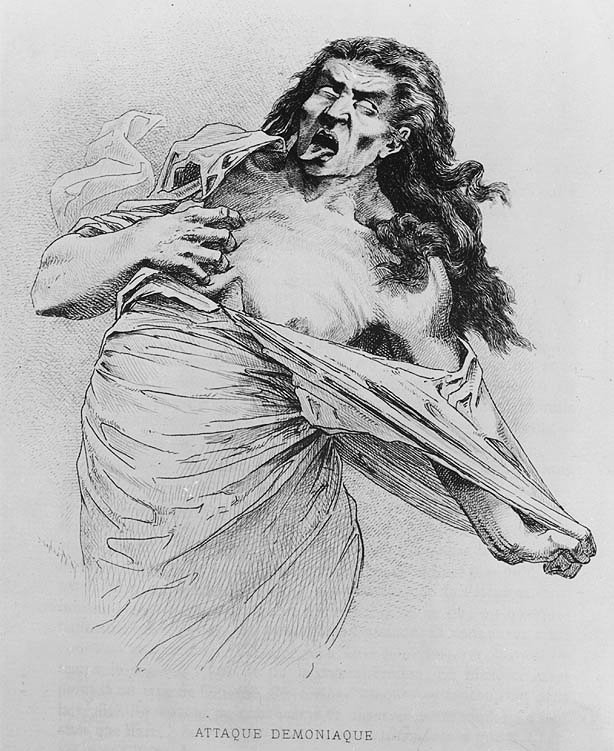
Attaque démoniaque, planche 5 des Études cliniques sur l'hystéro-épilepsie ou grande hystérie (1881).

Élève de Jean-Martin Charcot à la Salpêtrière, puis ancien interne des hôpitaux, Paul Richer a été chef de laboratoire à la Faculté de médecine,  membre de l'Académie de médecine (1898), récompensé comme lauréat de l'Assistance publique, de la Faculté et de l'Académie de médecine.
Ses compétences et son talent en matière d'anatomie artistique l'ont notamment fait apprécier de Charcot avec lequel il a écrit plusieurs ouvrages, dont un traité sur L’Hystéro-épilepsie (alternance de crises d'épilepsie authentique et de crises d'origine névropathique). Plus de cent de ses dessins, réalisés d'après modèle vivant ou d'après photographies dans le service de l'hôpital de la Salpêtrière, témoignent des « crises ». Cet ouvrage montre la difficulté qu'ont eue les cliniciens du XIXe siècle à distinguer l’épilepsie de crises dues à des intoxications ou à des névropathies simulées (l'électroencéphalographie sera inventée par Hans Berger en 1929).

### Mort
Paul Richer meurt le 17 décembre 1933 à son domicile au 30, rue Guynemer dans le 6e arrondissement de Paris, et est inhumé dans la même ville au cimetière du Montparnasse (10e division).

## Distinctions
- 1907-1908 : président de la Société française d'histoire de la médecine.
- 1921 :  Officier de la Légion d'honneur[6].

## Publications

### Personnelles
- Étude descriptive de la grande attaque hystérique ou attaque hystéro-épileptique et de ses principales variétés, 1879.
- Études cliniques sur l'hystéro-épilepsie ou grande hystérie , 1881[7].
- avec Gilles de La Tourette, Hypnotisme, Dictionnaire encyclopédique des sciences médicales , Paris, Masson et Asselin, 1887[8].
- Nouvelle Iconographie de la Salpêtrière, 1888-1917.
- Anatomie artistique : description des formes extérieures du corps humain au repos et dans les principaux mouvements : avec 110 planches renfermant plus de 300 figures dessinées, 1890[9],[10].
- Paralysies et contractures hystériques, 1892.
- L'Anatomie dans l'art : proportions du corps humain, canons artistiques et canons scientifiques, conférence faite à l'Association française pour l'avancement des sciences, 1893.
- Canon des proportions du corps humain, Paris, Librairie Charles Delagrave, 1893[11].
- Physiologie artistique de l'homme en mouvement, 1895.
- Dialogues sur l'art et la science, 1897.
- Introduction à l'étude de la figure humaine, 1902.
- Nouvelle anatomie artistique du corps humain, 6 volumes, 1906-1929.
- Nouvelle anatomie artistique. Les animaux, 1910.
- Morphologie de la femme, Paris, Librairie Plon, 1920[12].
- Lettre à en-tête de l'Institut de France, « profession de foi », 1925[13].
- Le nu dans l'Art - l'Art grec, Collection « Nouvelle anatomie artistique du corps humain », Paris, Plon, 1926.

### En collaboration avec Jean-Martin Charcot
- Les Démoniaques dans l'art, 1887, In-40 avec 67 figures. Paris, Delahaye et Lecrosnier éditeurs[14],[15].
- Le mascaron grotesque de l'église Santa Maria Formosa, à Venise, et l'hémispasme glosso-labié hystérique, 1888[16]
- Les Difformes et les malades dans l'art, In-4° avec figures, Paris, Lecrosnier et Babé éditeurs, 1889.

## Œuvres dans les collections publiques
- Chartres
  - Musée des Beaux-Arts :
    - Faucheur, plâtre, 188 × 65 × 76,5 cm, Salon de 1889 (inv. no 2009.11.1) ;
    - La Moisson, haut-relief plâtre, 107,5 × 174,5 × 39 cm, Salon de 1893, (inv. no 7353)[17] ;
    - Semeur, bronze, 60 × 30 × 33 cm, Salon de 1896 (inv. 92.5.1) ;
    - Départ pour les champs, plâtre, 107 × 221 × 35 cm, Salon de 1897 (inv. 7352) ;
    - Maquette pour le monument à Louis Pasteur, plâtre, Salon de 1902 (inv. no 2014.0.1743) ;
    - Le Travail ou Forgerons, plâtre, 75 × 115 × 112 cm, 1er tiers du XXe siècle (inv. no 7355) ;
    - L'Art et la Science devant Minerve, sa dernière œuvre, plâtre, Salon de 1930 (inv. no 73.54.1).

  - Rue Charles Brune, en face de la préfecture : Monument à Louis Pasteur, 1903, bronze et marbre,  Inscrit MH (2017)[18].
  - Angle des rues Docteur-Maunoury et Gabriel-Lelong : stèle coiffée du buste du docteur Gabriel Maunoury, 1932[19].

Œuvres de Paul Richer au musée des Beaux-Arts de Chartres
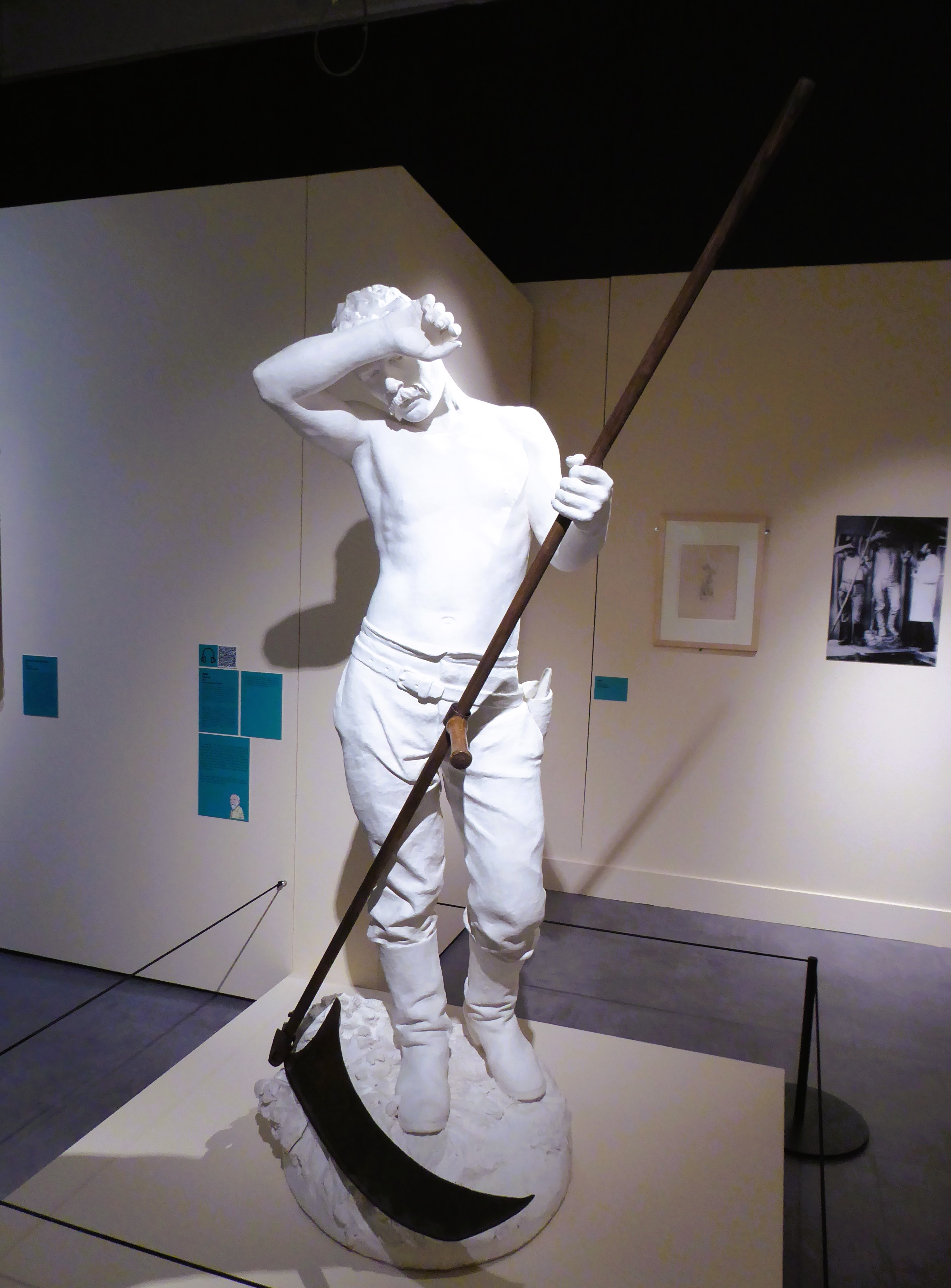
Faucheur, Salon de 1889.
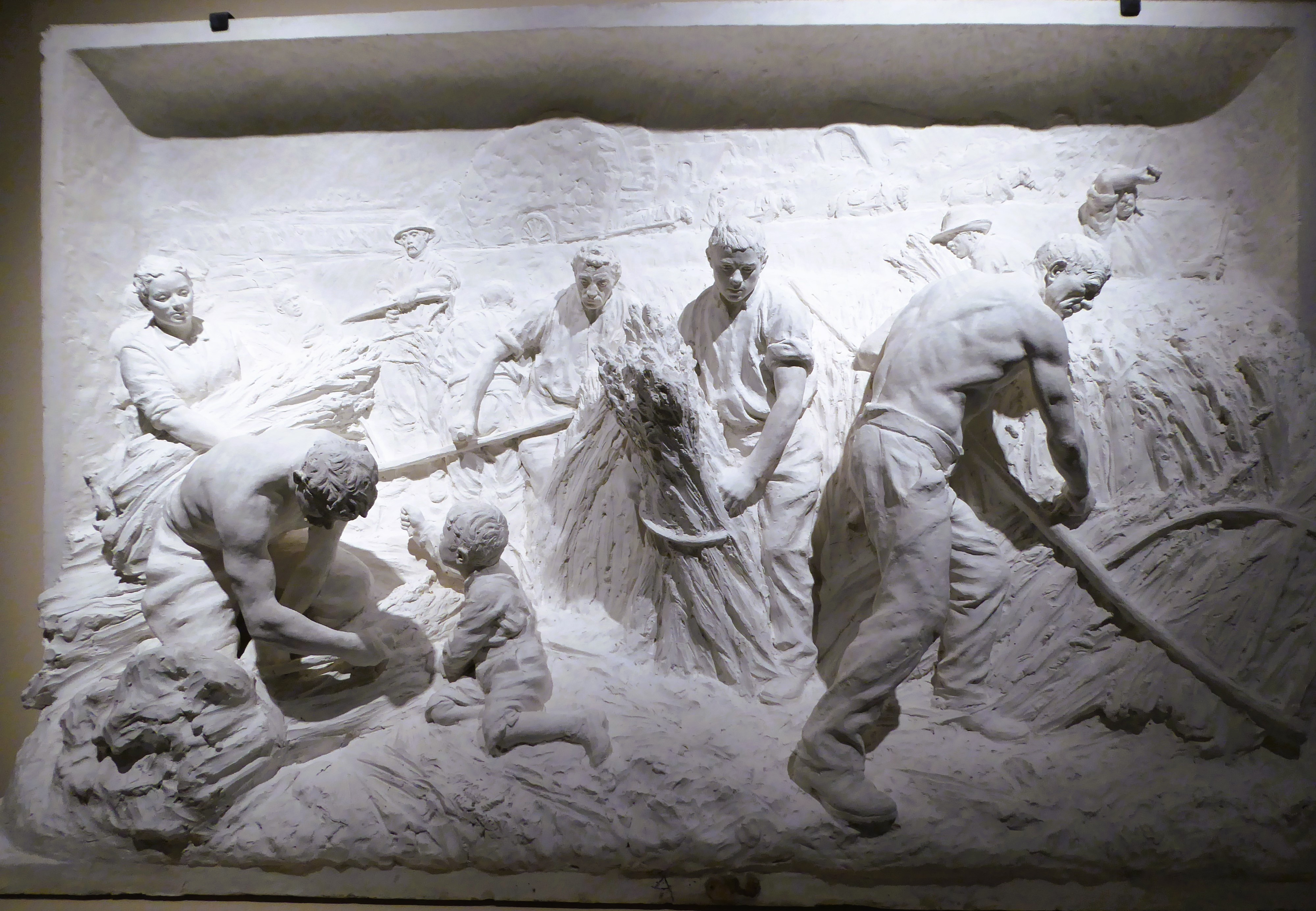
La Moisson, Salon de 1893.
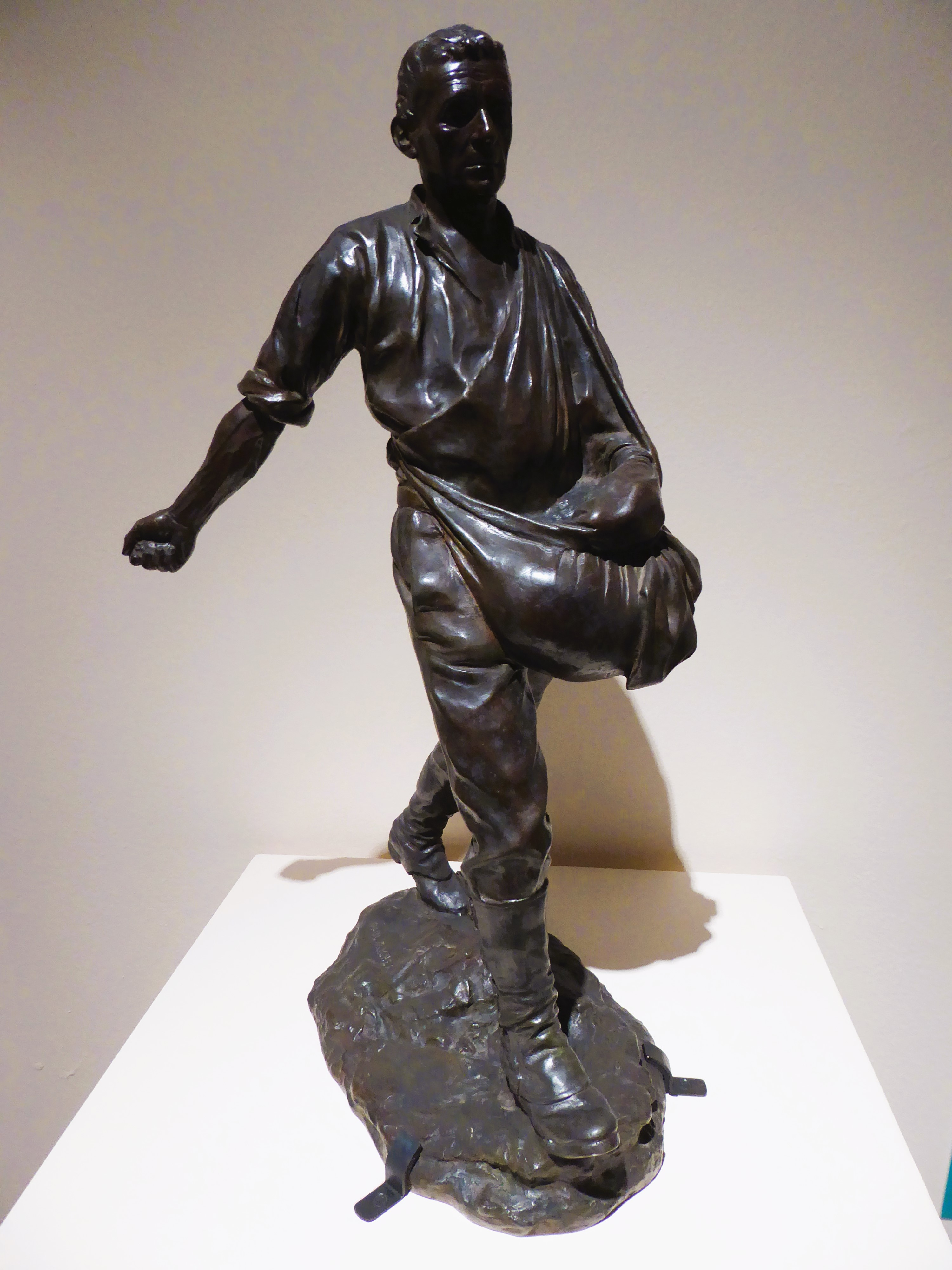
Semeur, Salon de 1896.
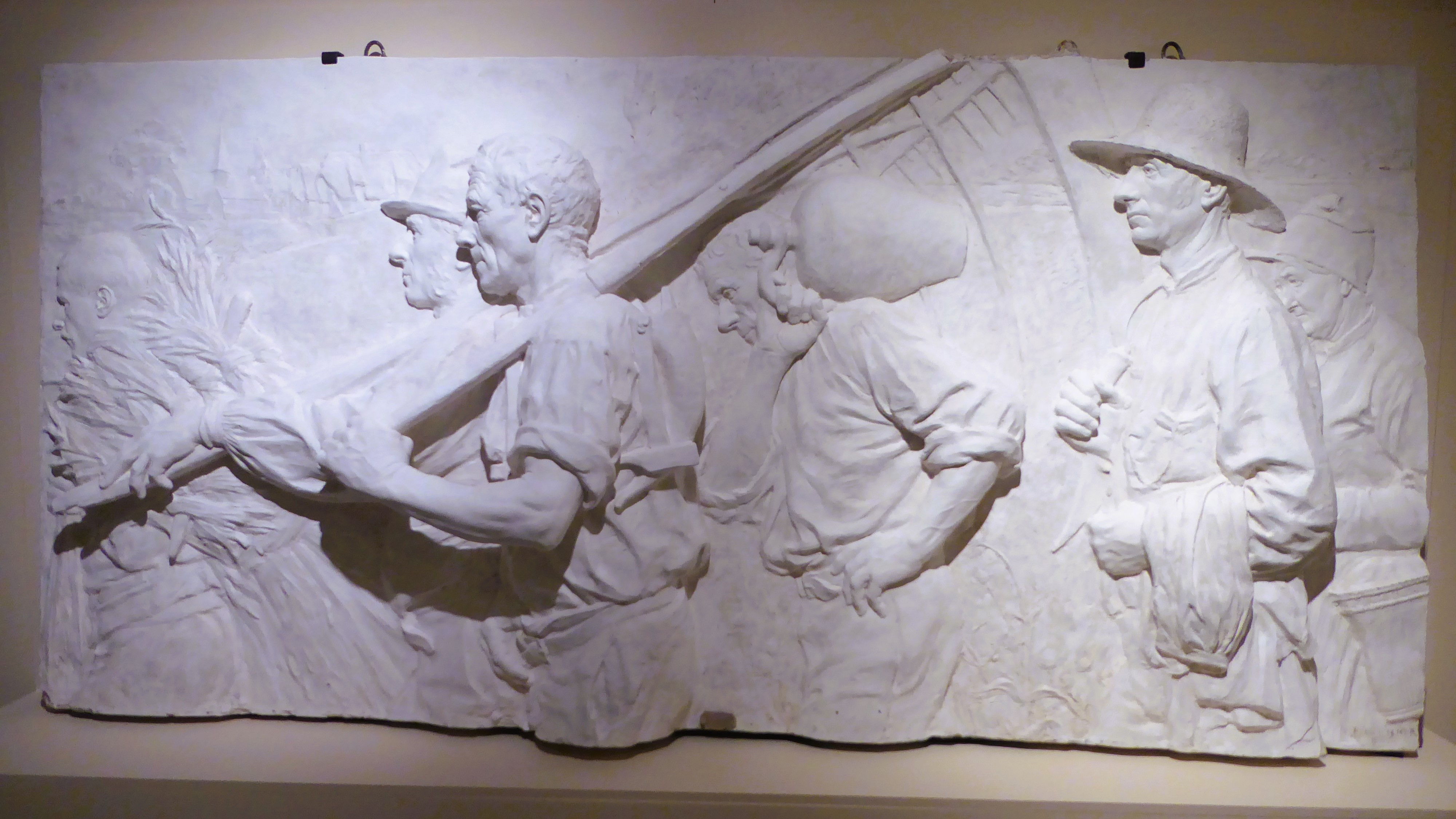
Départ pour les champs, Salon de 1897.
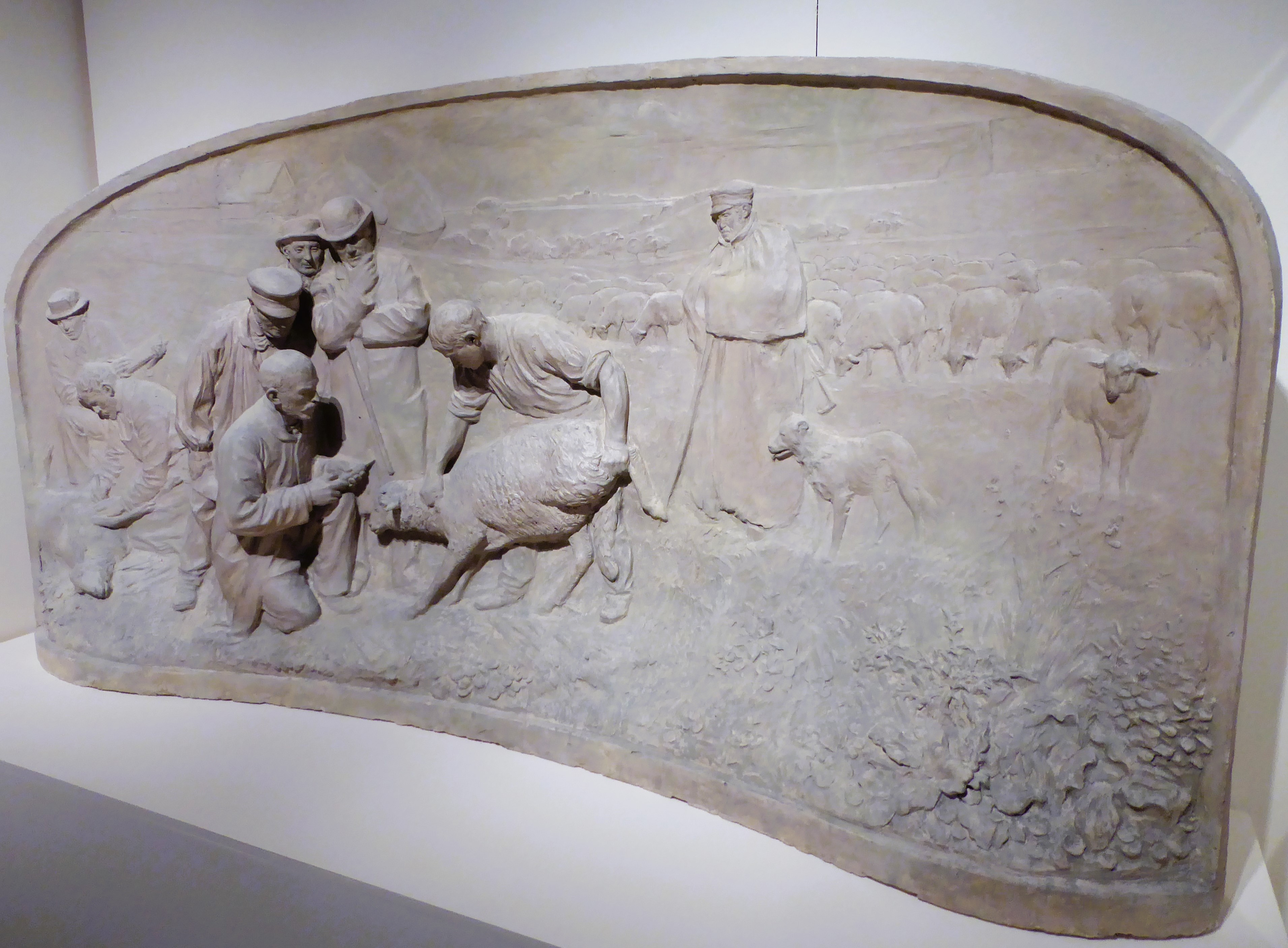
Maquette pour le monument à Louis Pasteur, plâtre, 1902.
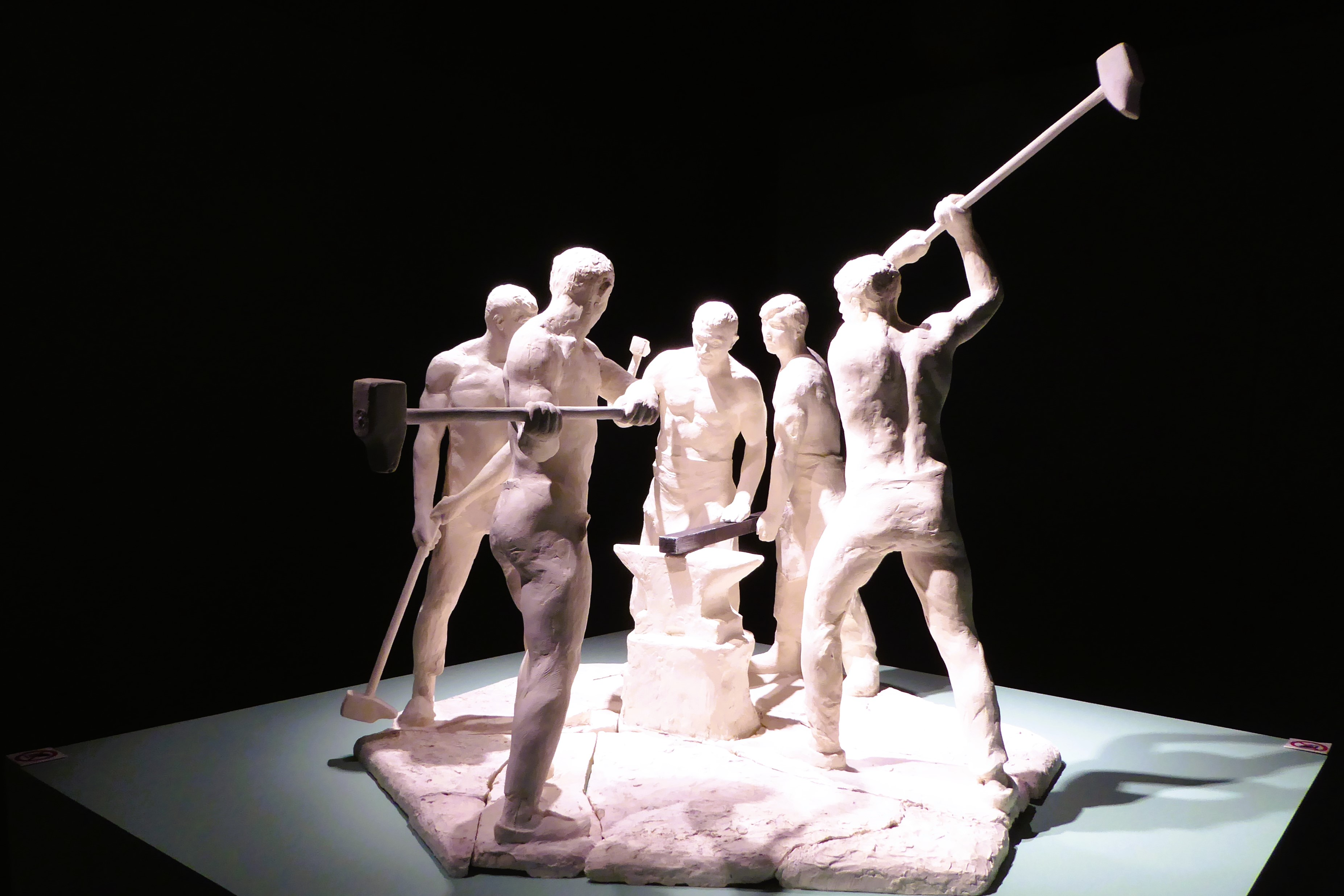
Le Travail ou Forgerons, 1er tiers du XXe siècle.
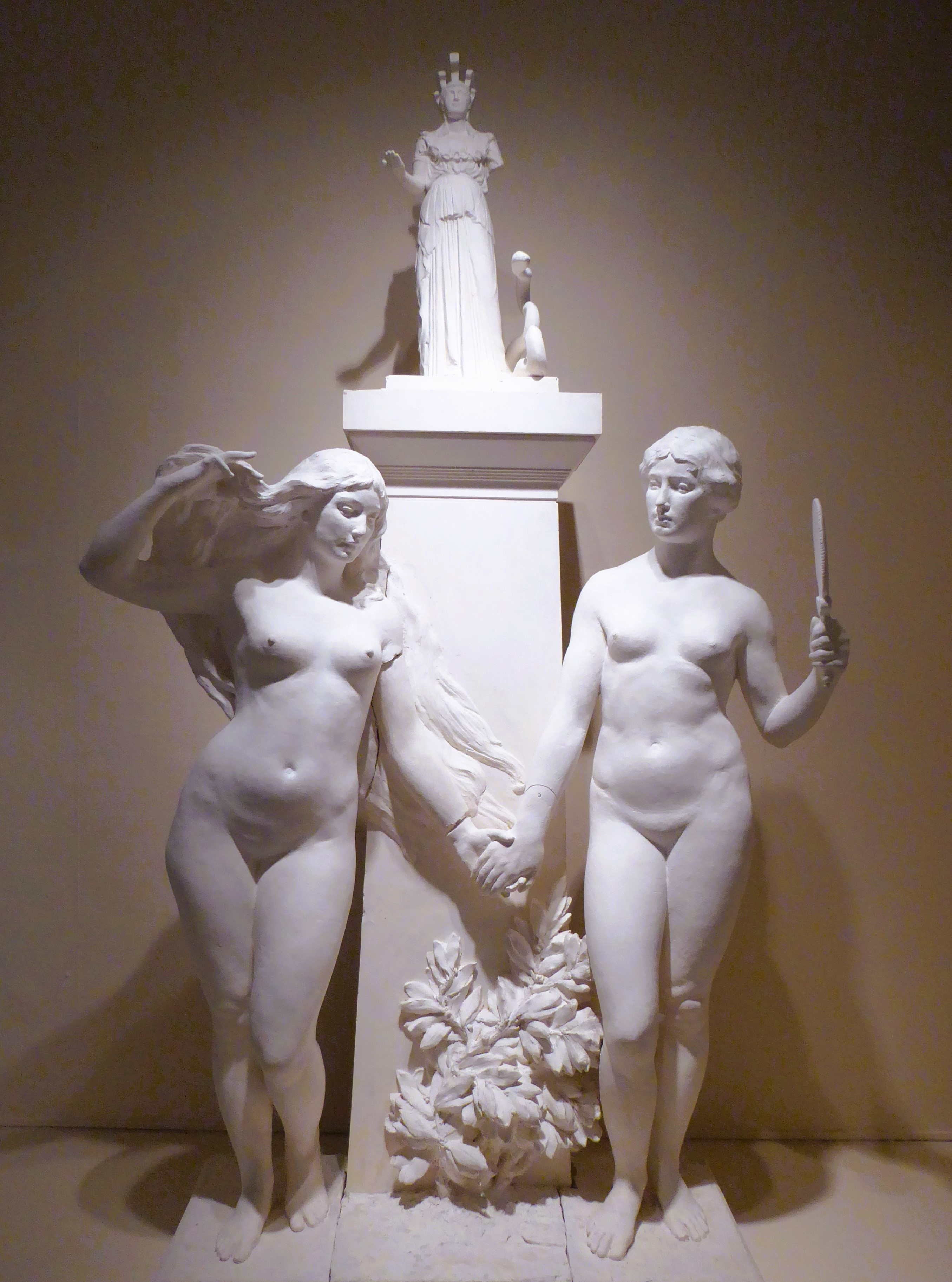
L'Art et la Science devant Minerve, 1930.

Œuvres de Paul Richer dans la ville de Chartres
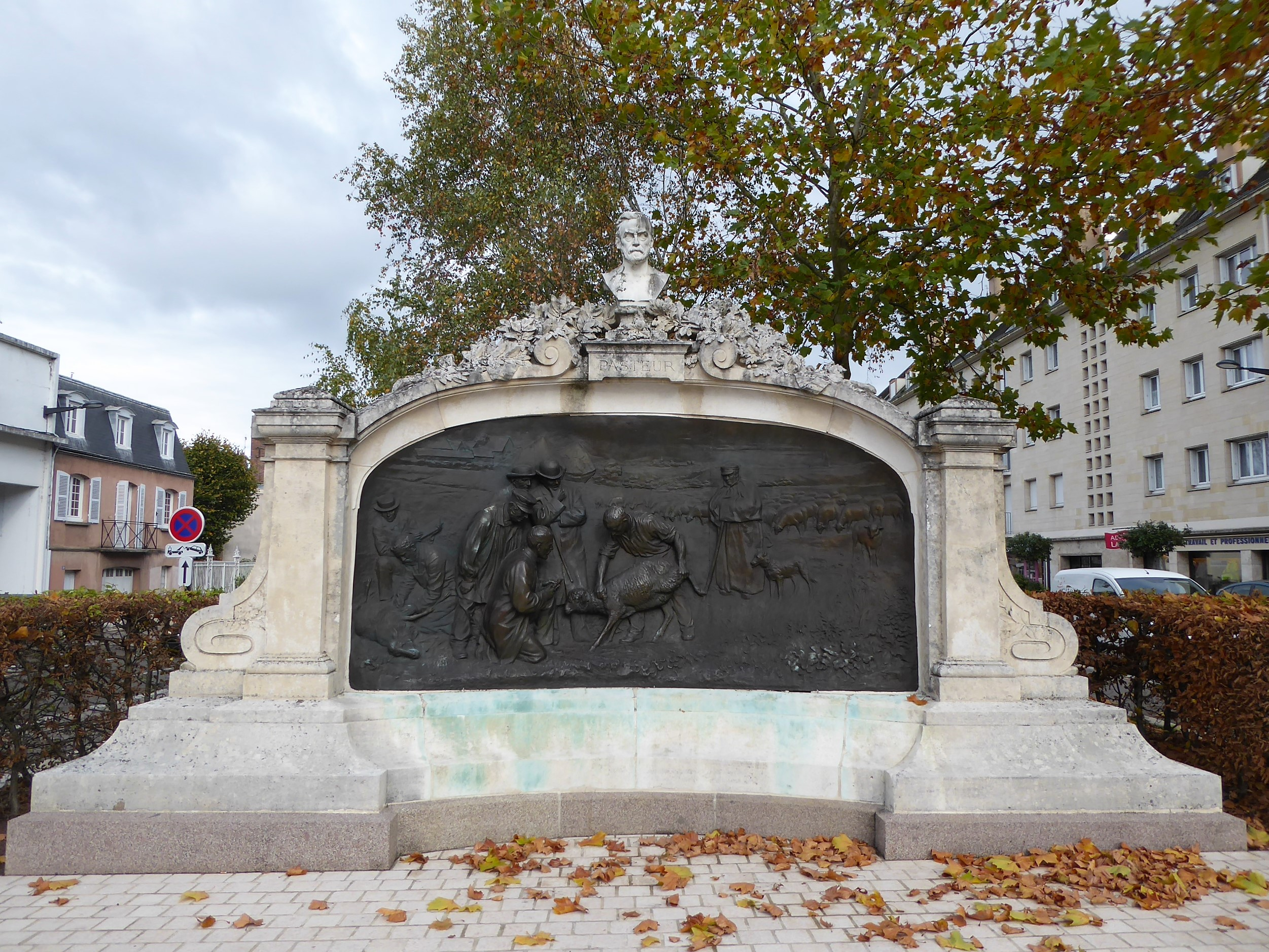
Monument à Louis Pasteur, 1903.
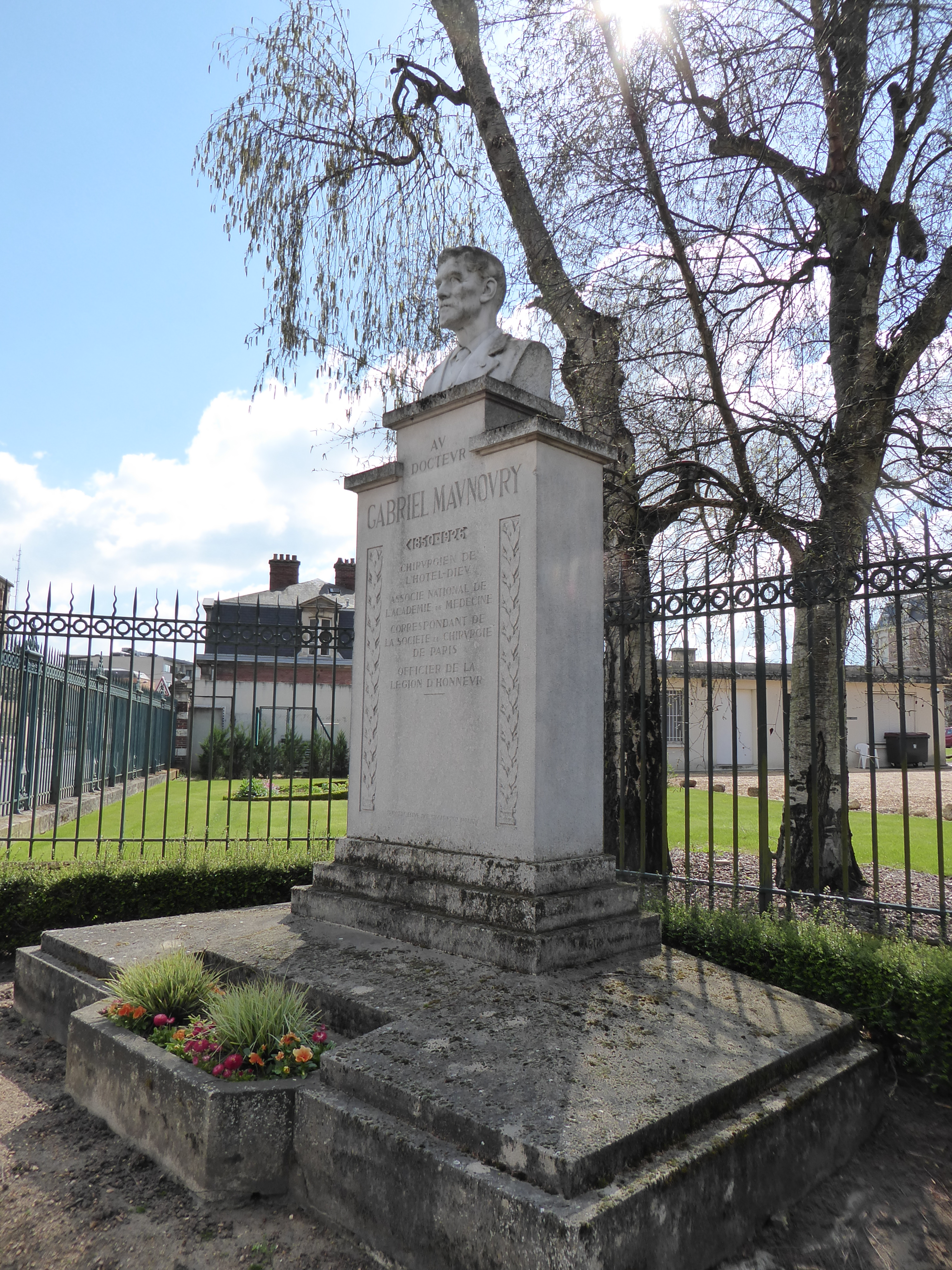
Monument au Docteur Gabriel Maunoury, 1932.

- Cusset, cours Tracy : Monument au docteur Saturnin Arloing, 1921, bronze[20],[21].
- Loigny-la-Bataille, musée de la guerre de 1870 :
  - Un dessin au fusain figure la Nuit du 2 décembre 1870 avec le village et l'église de Loigny en flammes ;
  - Douze dessins à la mine d'encre, représentant le village de Loigny et ses environs en 1870 alors que l'artiste était étudiant.

Œuvres de Paul Richer au musée de la guerre 1870 de Loigny-la-Bataille
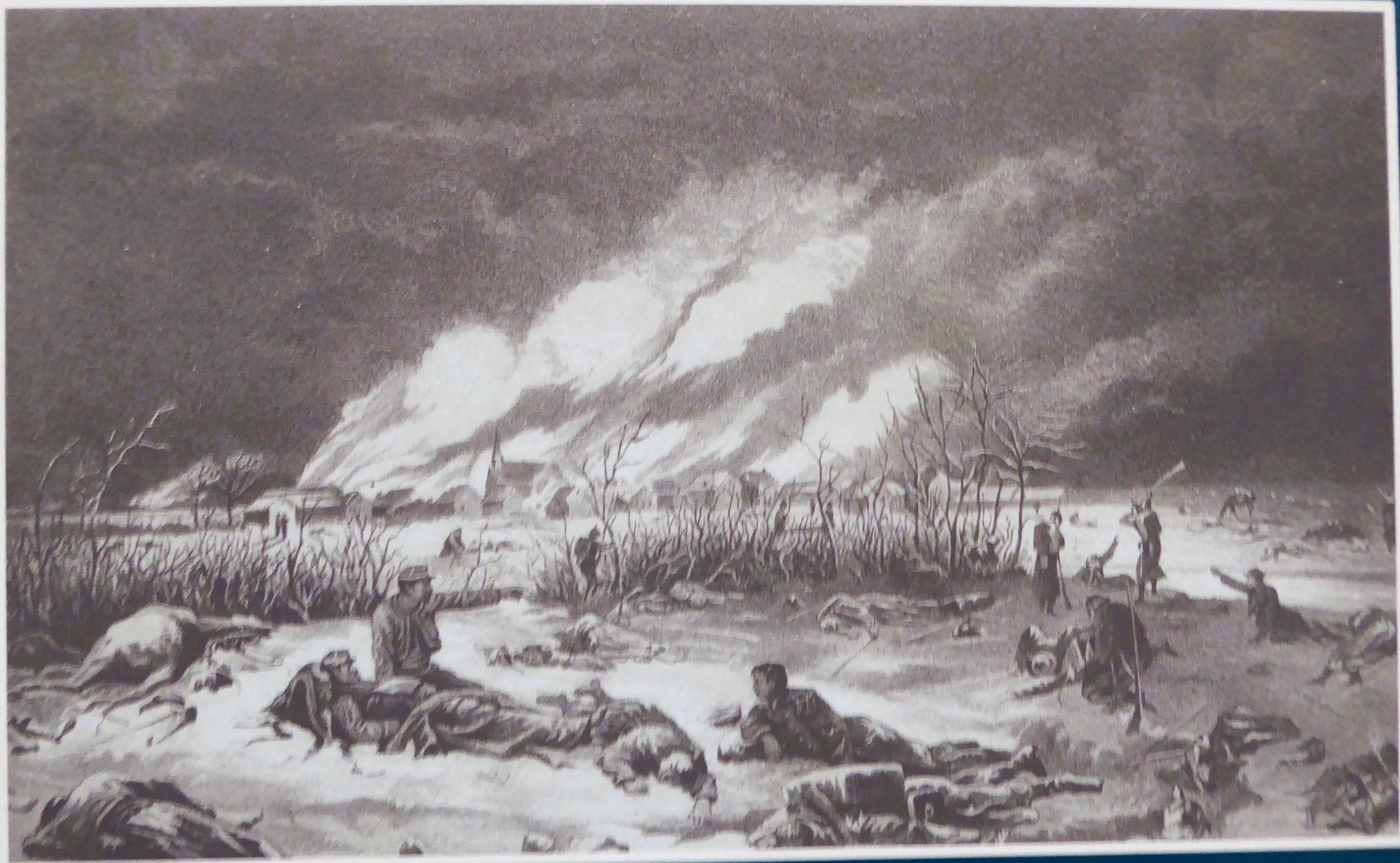
Le village et l'église de Loigny en flammes, nuit du décembre 1870.
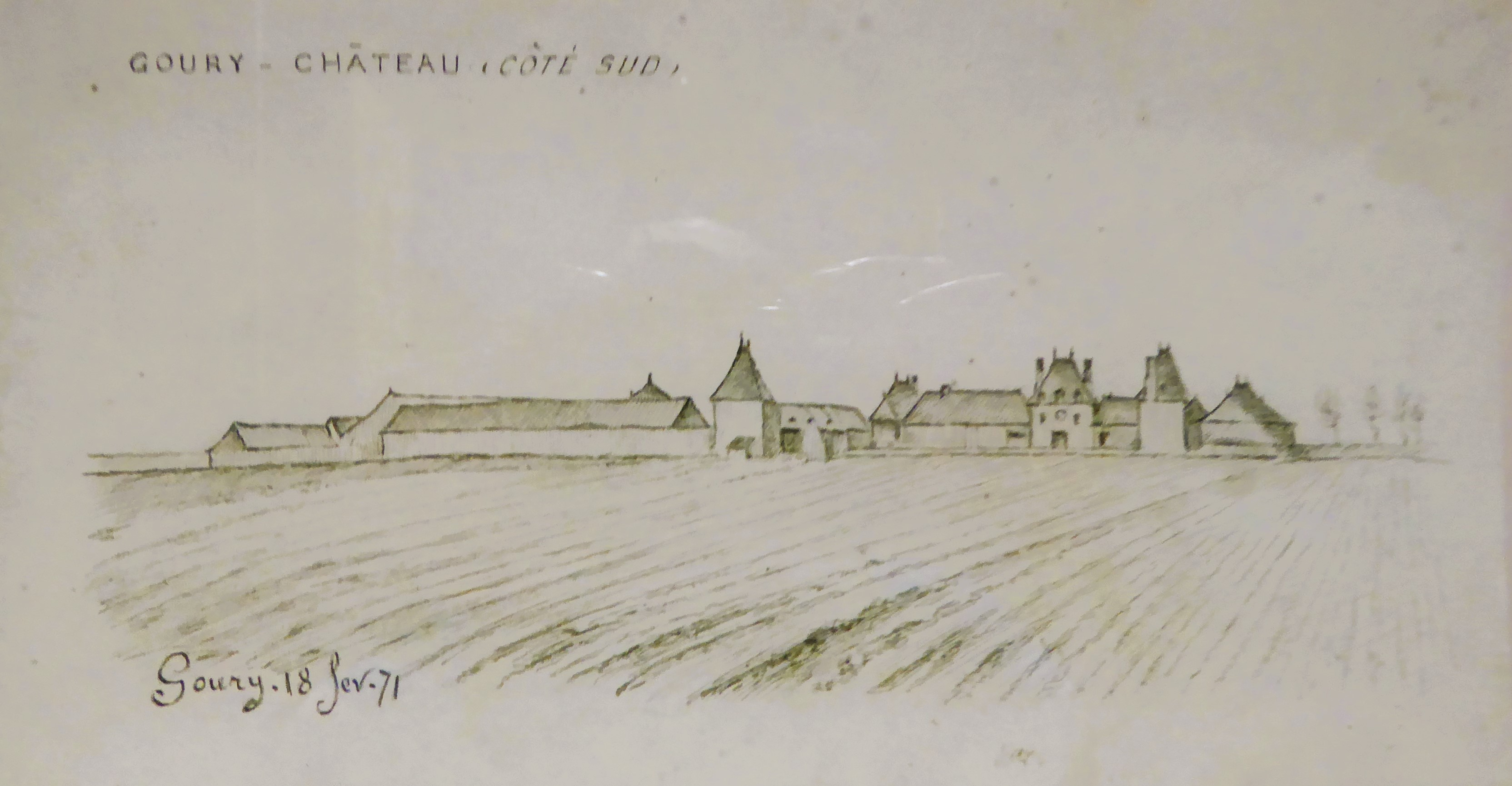
Château de Goury, côté sud, Loigny, 18 février 1871.
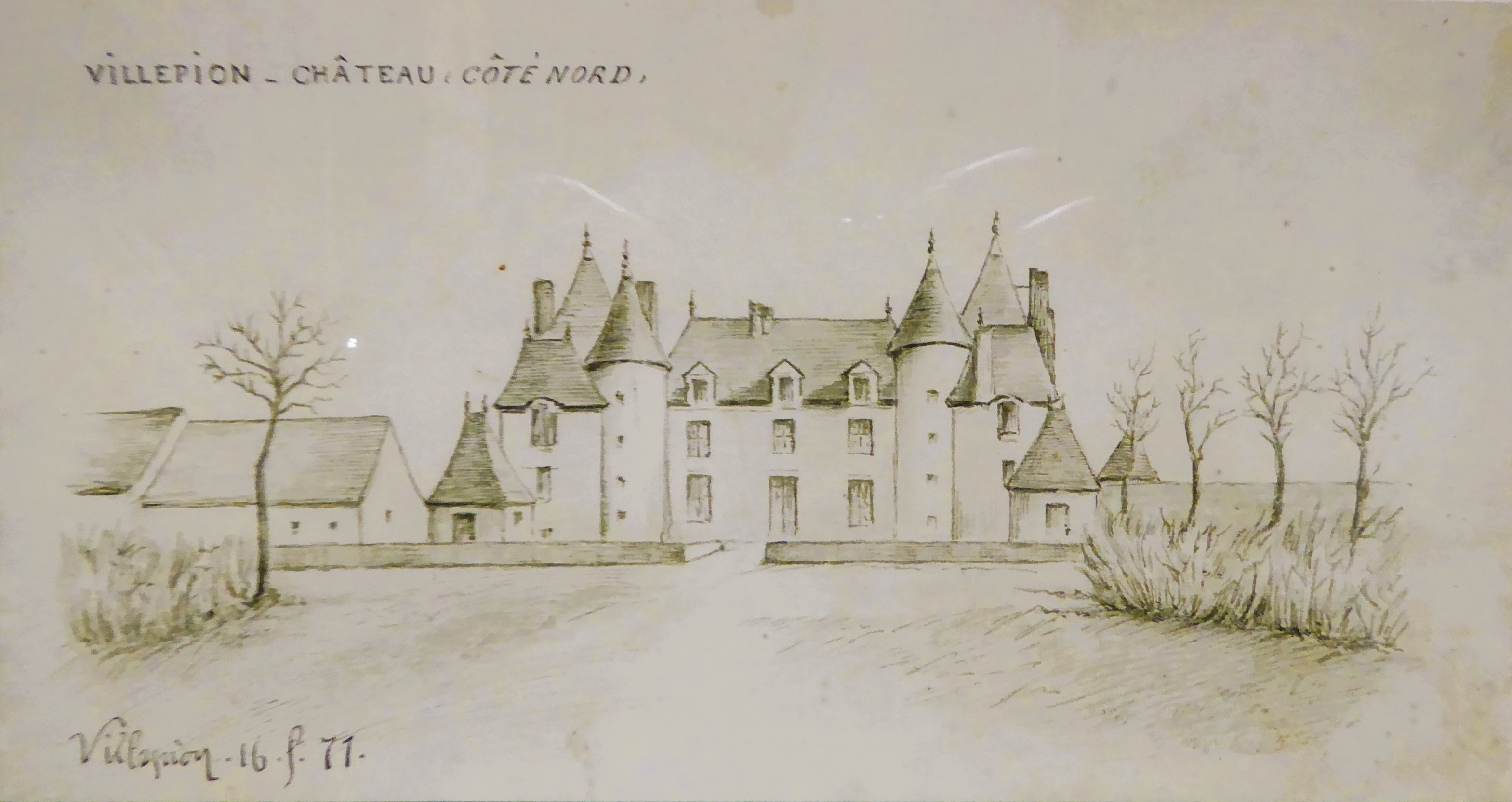
Château de Villepion, côté nord, Terminiers, 16 février 1871.
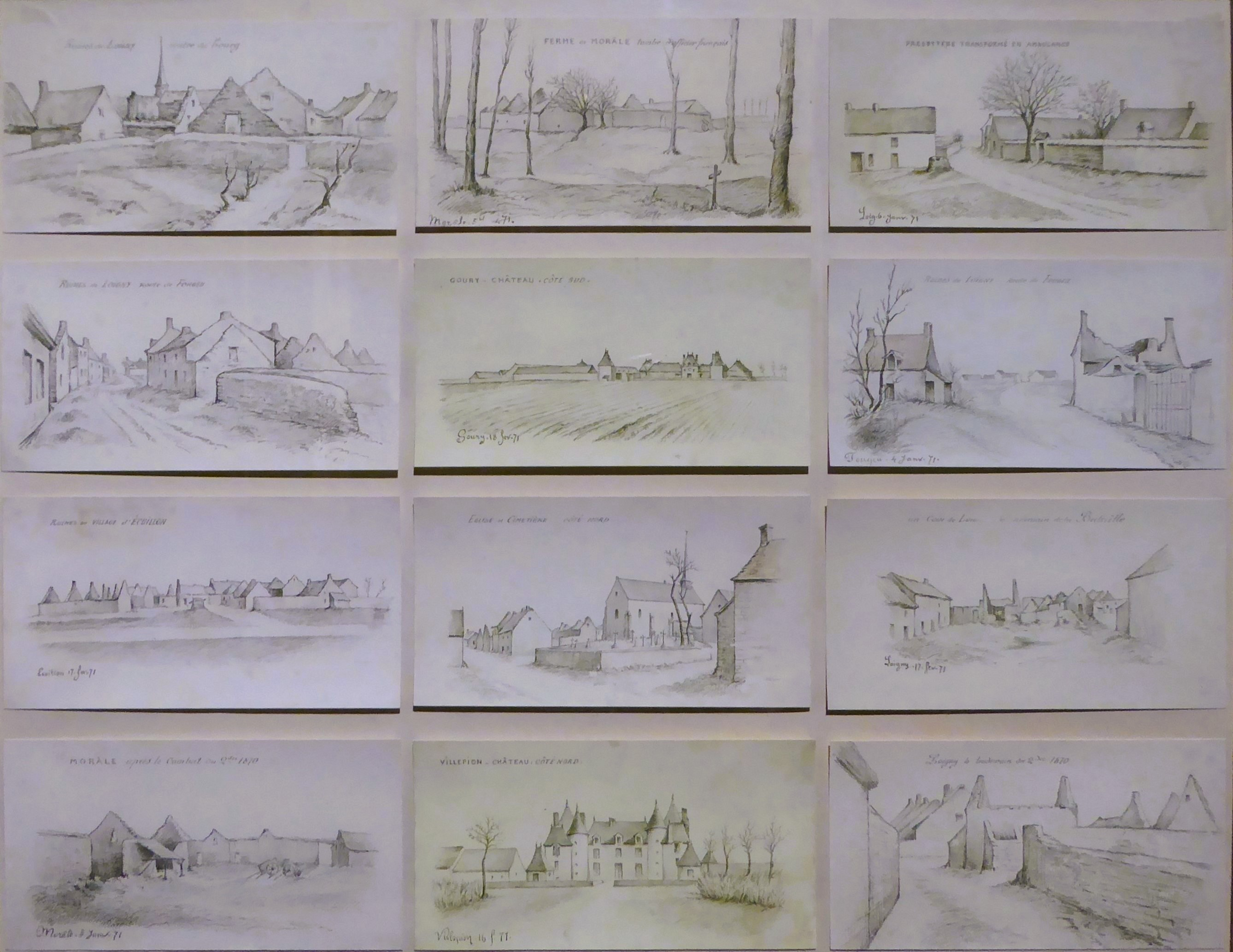
Les douze dessins exposés au musée de la guerre de 1870.

- Lyon, Clos des Deux-Amants : Monument à Saturnin Arloing, inauguré en 1923 dans la cour d'honneur de l'ancienne École vétérinaire de Lyon, no 2 quai Chauveau à Lyon, devenue le Conservatoire national supérieur de musique et de danse de Lyon. Le monument est à l'origine composé du buste en bronze du médecin au sommet d'une stèle en pierre, devant laquelle un groupe en bronze figure La Science médicale appuyée sur un bœuf symbolisant La Connaissance de la pathologie comparée, venant au secours de La Souffrance humaine allongée à leurs pieds[22].
- Nogent-sur-Seine, musée Camille-Claudel : Tres in Una, esquisse en plâtre[23].
- Paris :
  - Cimetière du Montparnasse, sépulture Richer (9e division) : La Science, statue en pierre ornant la tombe du sculpteur.
  - Cimetière du Père-Lachaise : Louis-Charles Malassez, médaillon en bronze et buste en marbre ornant la sépulture du médecin.
  - Jardin des plantes : Premier Artiste, 1890, bronze. Le modèle en plâtre a été présenté au Salon des artistes français de 1890.
  - Mairie du 8e arrondissement : Tres in una, 1913, groupe en marbre.
  - Musée d'Orsay : fonds de médailles, plaquettes et sculptures[24].
- Le Puy-en-Velay, musée Crozatier : Premier Artiste, 1890, plâtre.
- Roubaix, la Piscine : Le Bûcheron de la forêt de La Londe, 1899, grès cérame de Sèvres. Don de la Manufacture nationale de Sèvres en 1905[25].
- Suresnes, lycée Paul-Langevin : Le Bûcheron de la forêt de la Londe, 1899, grès cérame de Sèvres.

### Expositions temporaires
- Chartres, musée des Beaux-Arts :
  - Paul Richer et la sculpture du travail, du 23 septembre au 31 décembre 2023[19] ;
  - En chair et en os. Paul Richer, l'art au service de la médecine, du 16 mars au 16 juin 2024[26].

Œuvres de Paul Richer
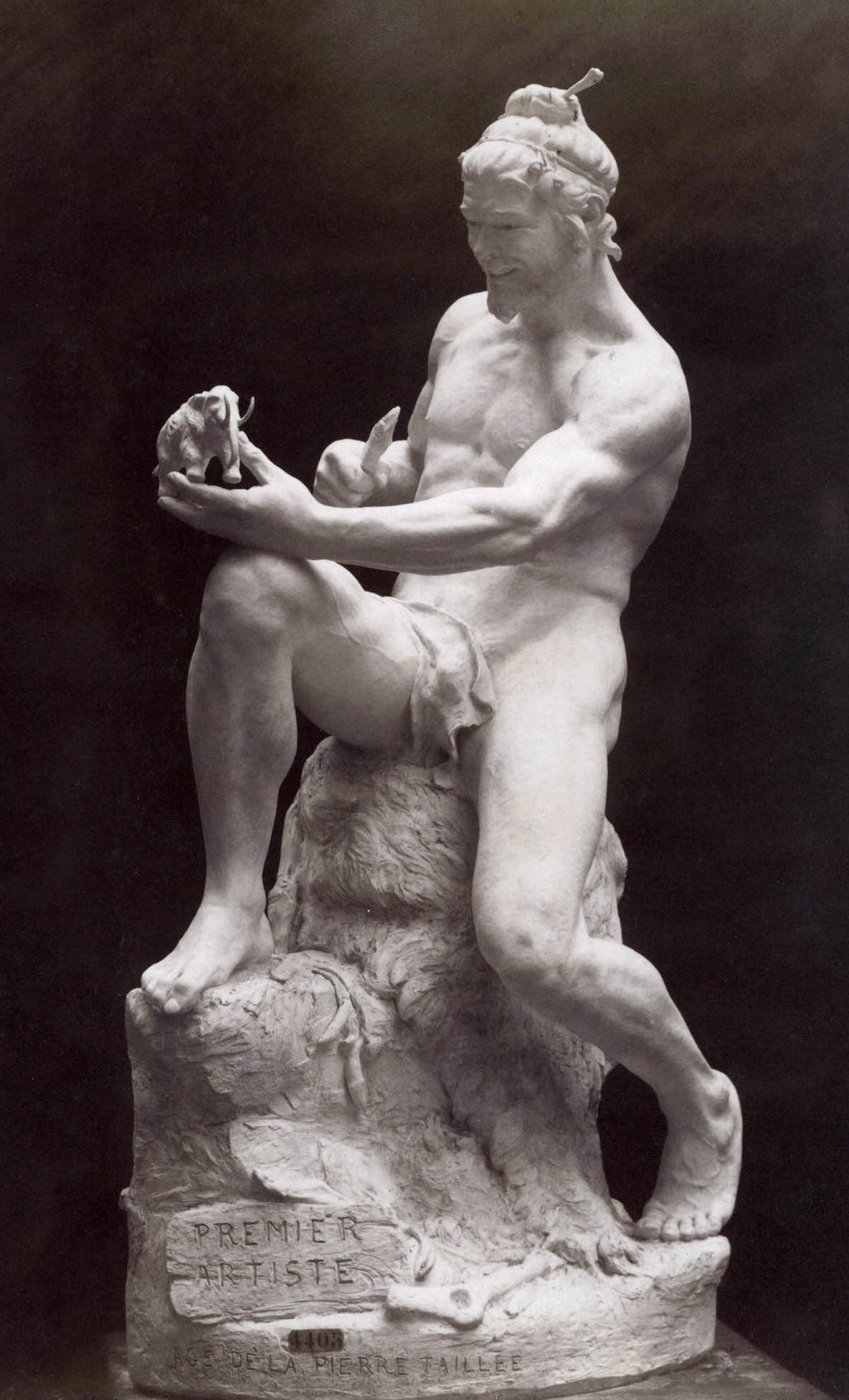
Premier Artiste, Salon de 1890, Le Puy-en-Velay, Musée Crozatier.
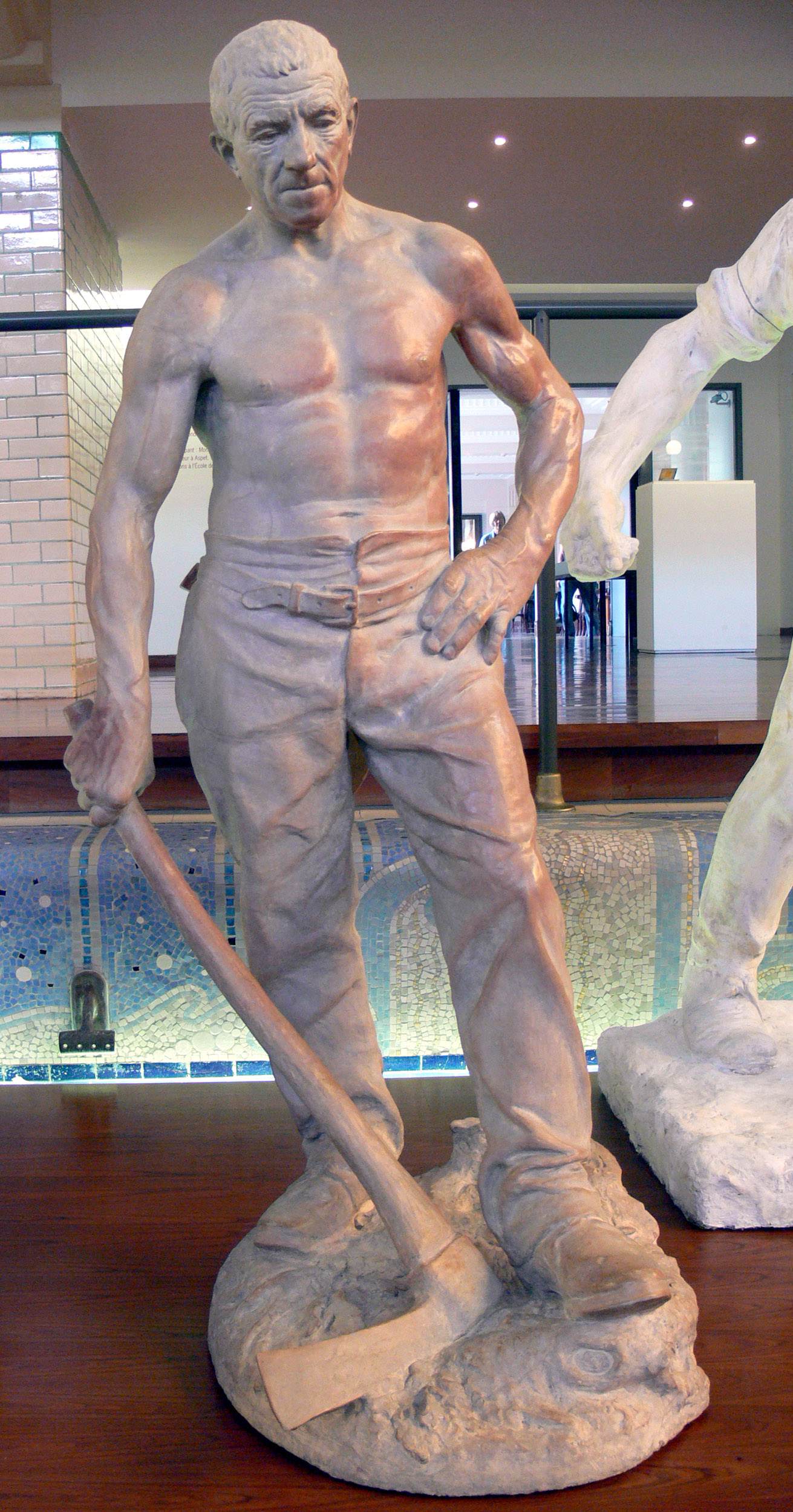
Le Bûcheron de la forêt de La Londe, 1899, Roubaix, la Piscine.
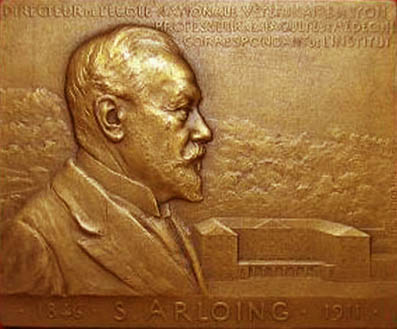
Saturnin Arloing, 1911, médaille en bronze, avers.
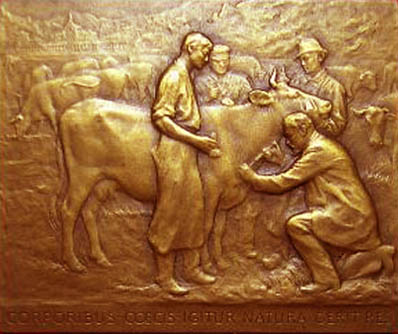
Saturnin Arloing, 1911 , médaille en bronze, revers.
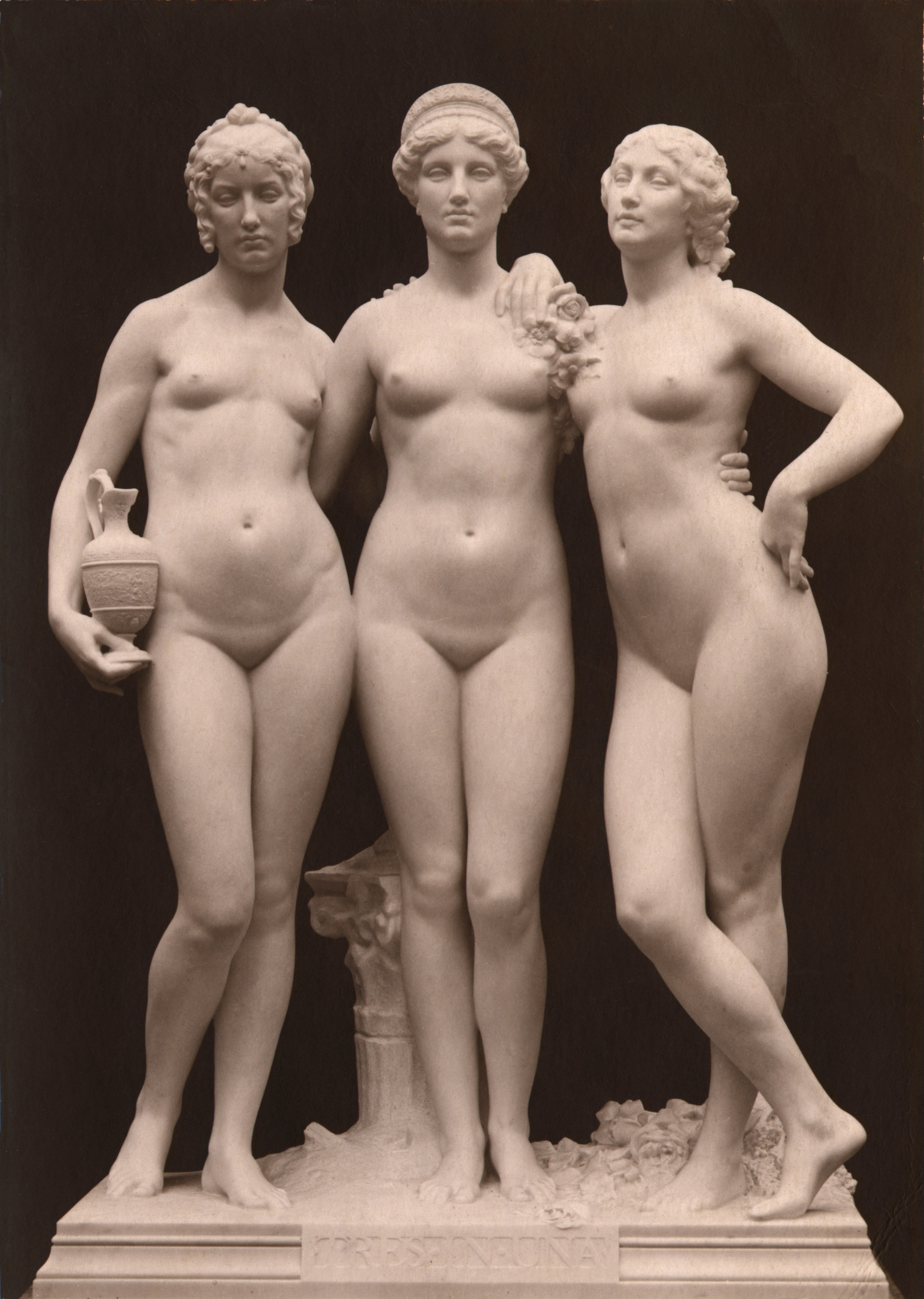
Tres In Una, 1913, Paris, mairie du 8e arrondissement.
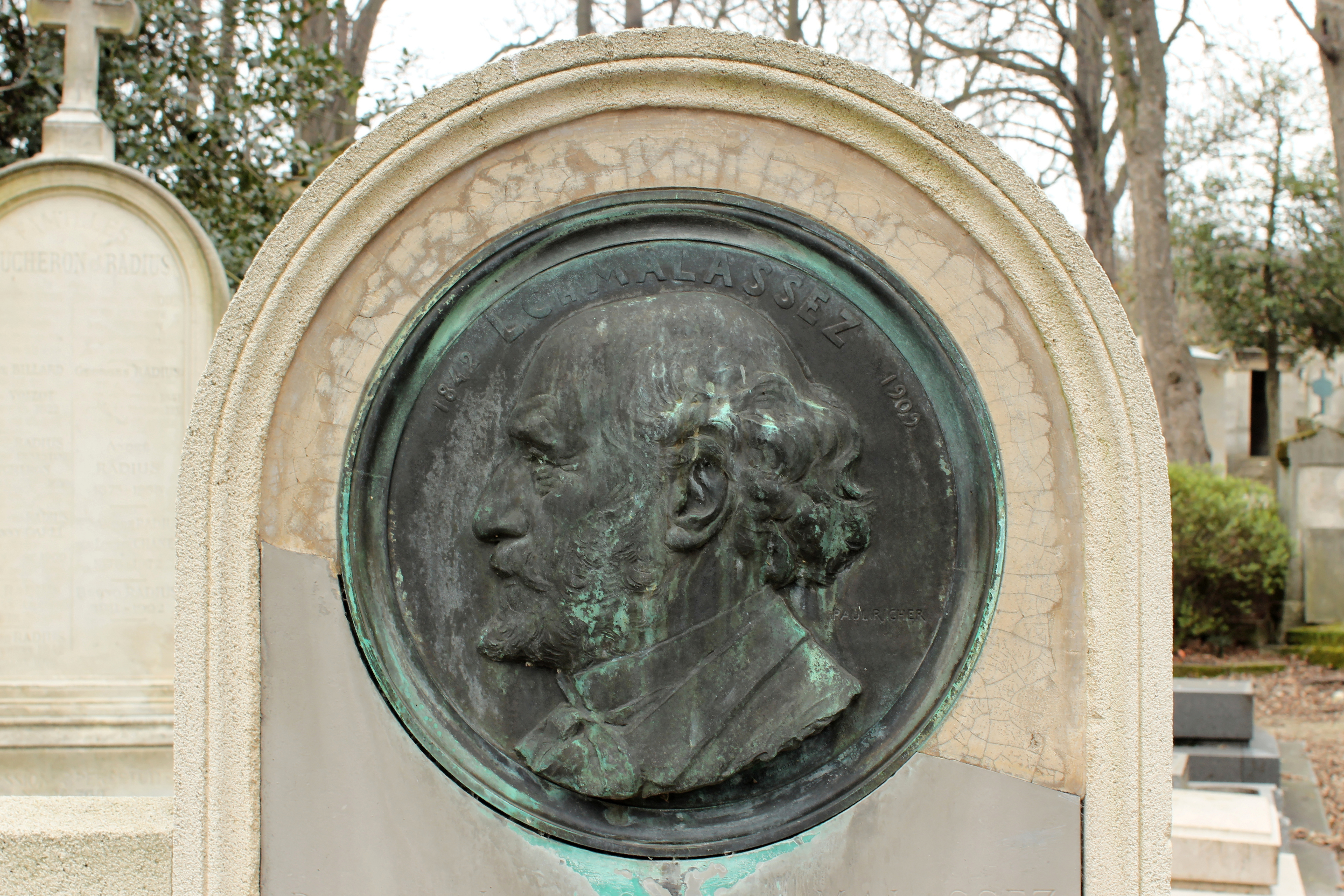
Louis-Charles Malassez, Paris, cimetière du Père-Lachaise, date non documentée.
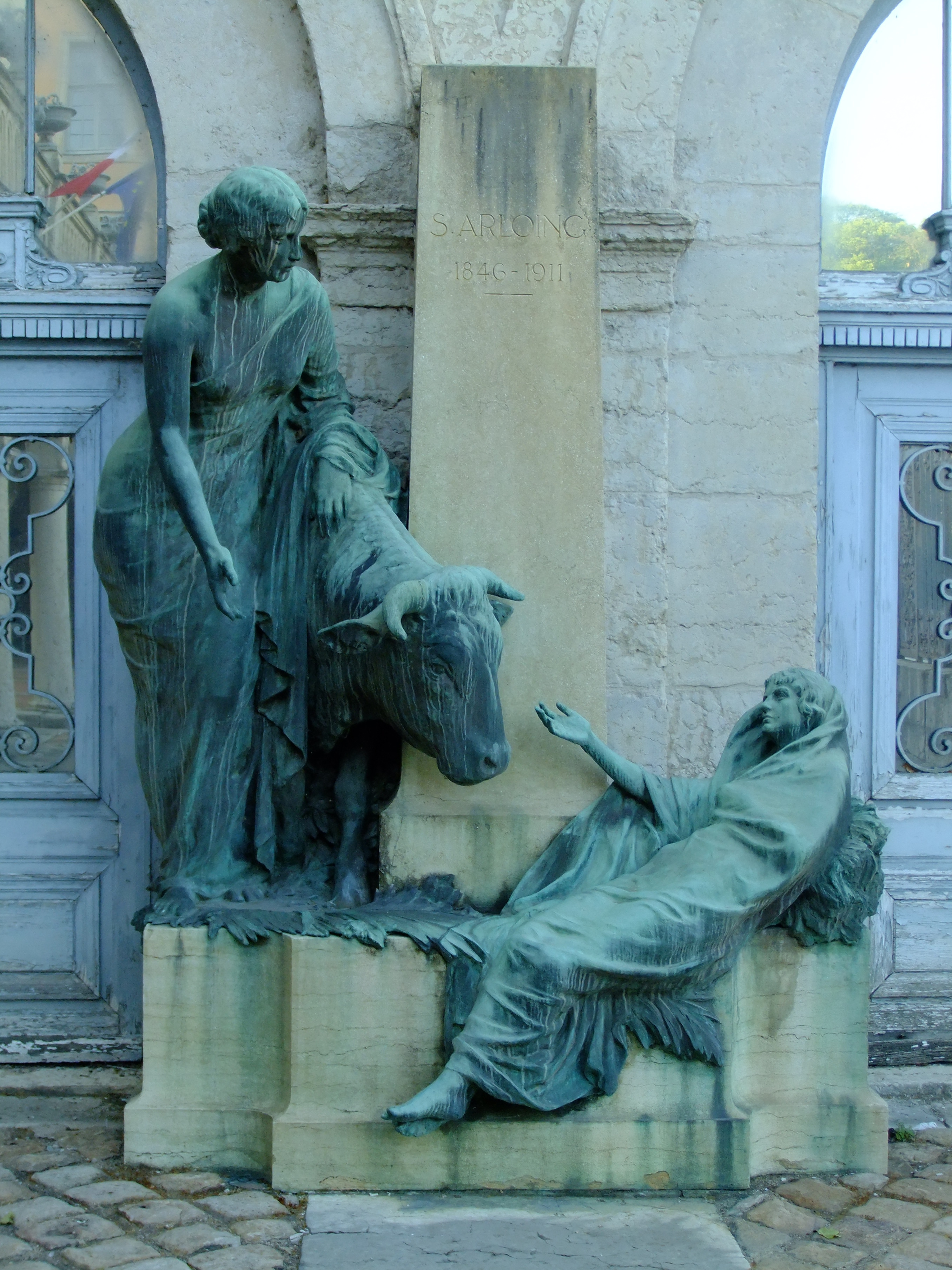
Monument à Saturnin Arloing, à l'ancienne École vétérinaire de Lyon, date non documentée.